# Petty Harbour-Maddox Cove
Petty Harbour-Maddox Cove es un pueblo canadiense situado en la provincia de Terranova y Labrador.

## Superficie
Petty Harbour-Maddox Cove tiene una superficie de 4,4 km².

## Demografía
En 2021, tenía 947 habitantes, una densidad poblacional de 215,3 hab./km², y 408 viviendas.